# Ormosia amicorum
Ormosia amicorum là một loài ruồi trong họ Limoniidae. Chúng phân bố ở miền Cổ bắc.